# Contea di Nemaha (Kansas)
La contea di Nemaha in inglese Nemaha County è una contea dello Stato del Kansas, negli Stati Uniti. La popolazione al censimento del 2000 era di 10 717 abitanti. Il capoluogo di contea è Seneca